# Edmund Roesler
Edmund Roesler (ur. 1807, Warszawa – zm. 1866 tamże) – farmaceuta warszawski, kawaler orderu Virtuti Militari.
Niewiele o nim wiadomo. Był synem Jana Daniela (1778 – 1856), wolnomularza w loży Halle der Beständigkeit (Świątynia Stałości), właściciela Hotelu Niemieckiego przy ul. Długiej nr.hip. 584 i wsi Pacyna, i Beaty z Furmanów, kalwinistów. Po ukończeniu Liceum Warszawskiego studiował w latach 1826-1830 farmację na Królewskim Uniwersytecie Warszawskim, studia ukończył na Cesarskim Uniwersytecie Wileńskim. Po wybuchu powstania listopadowego przyłączył się do insurgentów i był starszym aptekarzem ambulansu Sztabu Głównego. Wysłano go do Prus w celu zakupu leków. 11 września 1831 otrzymał złoty krzyż orderu Virtuti Militari.
Po upadku powstania Roesler kontynuował specjalizację farmaceutyczną w Wilnie i uzyskał tam w 1836 dyplom aptekarza I klasy, po czym powrócił do Warszawy, gdzie do końca życia prowadził aptekę.
Pochowany obok ojca i brata Jana Karola (1803–1868) na cmentarzu ewangelicko-reformowanym w Warszawie (kw. E, rząd 4, nr 24).